# Schlacht bei Friedberg (Hessen)
1792

Porrentruy – Marquain – Quiévrain – Verdun – Thionville – Valmy – Lille – Mainz (1792) – Jemappes
1793

Aldenhoven I – Namur – Neerwinden – Mainz (1793) – Famars – Valenciennes (1793) – Arlon (1793) – Hondschoote – Meribel – Avesnes-le-Sec – Pirmasens – Toulon – Fontenay-le-Comte – Cholet – Lucon – Trouillas – Dünkirchen – Le Quesnoy – Menin I – Wattignies – Weißenburg I – Biesingen – Kaiserslautern I – Weißenburg II
1794

Boulou – Landrecis – Menin II – Mouscron – Martinique – Guadeloupe – Tourcoing – Tournai – Kaiserslautern II – San-Lorenzo de la Muga – 13. Prairial – Fleurus – Kaiserslautern III – Vosges – Aldenhoven II
1795

Cornwallis’ Rückzug – Genua – Groix – Hyeres – Handschuhsheim – Mainz (1795) – Mannheim – Loano
1796

Montenotte – Millesimo – Dego – Mondovì – Lodi – Borghetto – Castiglione – Mantua – Siegburg – Altenkirchen – Wetzlar – Kircheib – Kehl – Kalteiche – Friedberg  – Malsch – Neresheim – Sulzbach – Deining – Amberg – Würzburg – Neufundland – Rovereto – Bassano – Limburg – Biberach I – Emmendingen – Schliengen – Caldiero – Arcole – Irland
1797

Fall von Kehl – Rivoli (1797) – St. Vincent – Diersheim – Santa Cruz – Neuwied – Camperduin
Die Schlacht bei Friedberg (französisch Combat de Friedberg (Hesse)) waren mehrere Kämpfe zwischen Einheiten der französischen Sambre-Maas-Armee und der von Österreich geführten Niederrhein-Armee. Die Gefechte fanden im Ersten Koalitionskrieg am 9. und 10. Juli 1796 um und in der Reichsstadt Friedberg und den benachbarten Ortschaften in der mittelhessischen Region Wetterau statt.

## Vorgeschichte
Vier Jahre nach Beginn des Krieges französischer Revolutionsheere gegen die von Österreich geführten Armeen mit Beteiligung deutscher Fürsten, war das Ziel des regierenden Direktoriums in Paris nicht mehr die Verteidigung von Frankreichs Grenzen, sondern die Requisition von Geld und Naturalien, Kontributionen, Kunstschätzen und die Armeen der Habsburger zu schlagen, um sich eine starke Position in Friedensverhandlungen zu sichern. Da Frankreich zu dieser Zeit nicht in der Lage war, seinen Truppen regelmäßigen Sold zu zahlen und mit ausreichend Nahrung und Kleidung zu versorgen, gab es die Anweisung, den Unterhalt der Truppen zu Lasten der besetzten Länder und Kommunen zu erzwingen. Davon ausgenommen waren die Besitzungen des Königs von Preußen und des Landgrafen von Hessen-Kassel, wie es der Friede von Basel von 1794 beinhaltete.

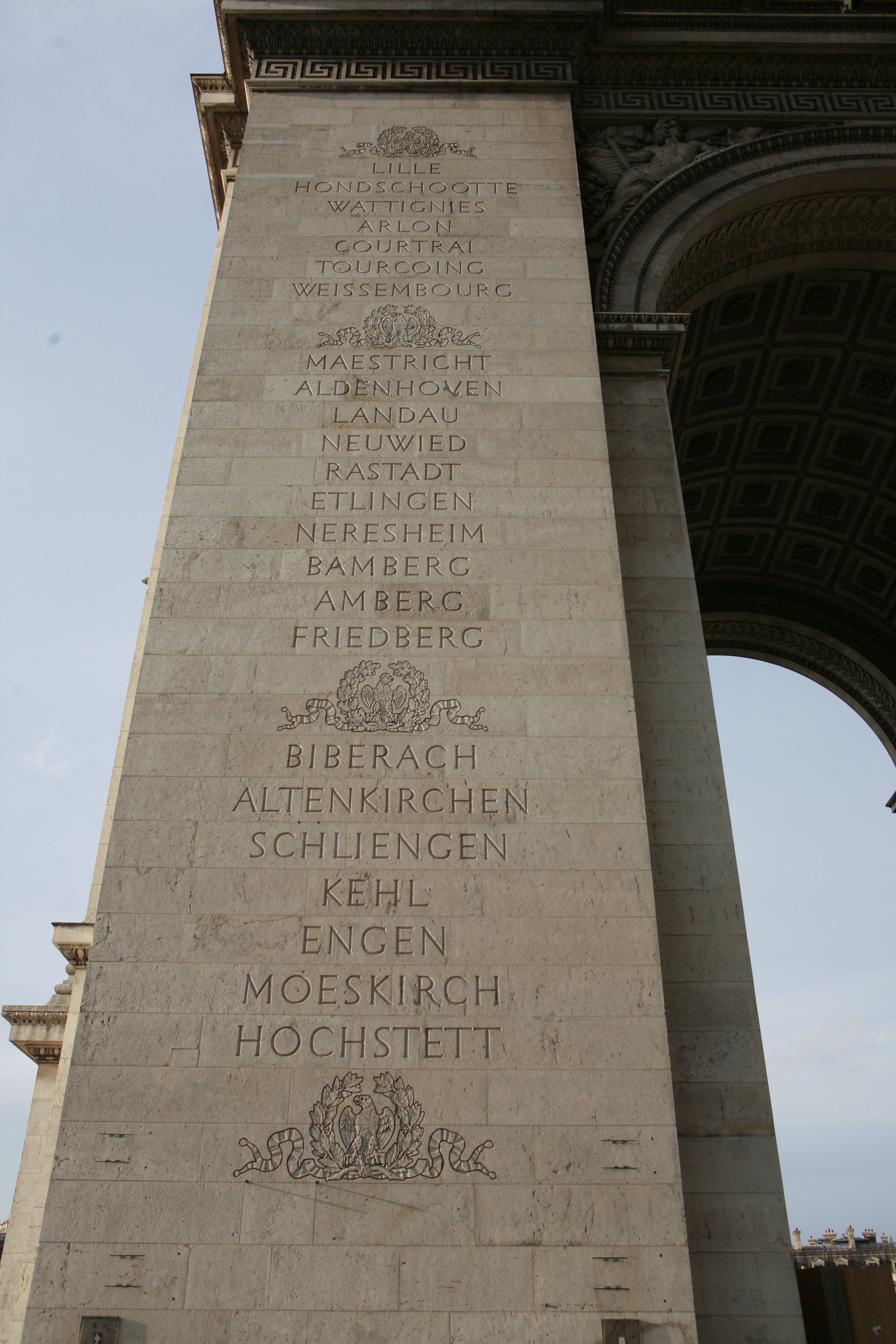
Der Name Friedbergs auf einer Säule des Pariser Triumphbogens an 8. Stelle von unten

Im Frühjahr 1796 erwarteten die Franzosen einen Bruch des im Januar vereinbarten Waffenstillstands durch Österreich, welches die Franzosen aus ihren Eroberungen links des Rheins wieder vertreiben wollte. Beide hier stationierten französischen Armeen waren, entsprechend den Berichten ihrer kommandierenden Generale Moreau (Rhein- und Mosel-Armee) und Jourdan (Sambre-Maas-Armee), in „Bekleidung und Ausrüstung in übelstem Zustand“ und „...es uns nicht erlaubt, die Feindseligkeiten anzufangen“. Dieses offensichtlich nicht berücksichtigend, und die Erfolge Generals Bonaparte in Oberitalien als zu folgendes Beispiel vorgebend, befahl die Pariser Regierung dem Obergeneral Jourdan „...den Feind so weit wie möglich vom Rhein entfernen, über obere Lahn, Kinzig, endlich Rednitz Wartensleben überflügeln, nach Böhmen und Regensburg zurück drängen, um eine Vereinigung mit dem am Neckar operierenden Reichsfeldmarschall Erzherzog Karl zu verhindern.“
Der Feind, das waren rund 37 Bataillone Infanterie (25.000 Mann) und 27 Eskadrone Kavallerie, (11.000 Reiter) unter dem Feldzeugmeister Wartensleben, die zwischen Sieg und Lahn standen. Weitere Kommandeure waren Feldzeugmeister Kray und Feldmarschallleutnant Werneck.
Die diesen Beitrag betreffende Angreifer waren der linke Flügel von Jourdans Sambre-Maas-Armee: Drei Divisionen, kommandiert von Divisionsgeneral Kléber und den Generalen Ennemond Bonnard (ein kleines Corps der Nordarmee), Claude Sylvestre Colaud und Lefebvre. 27 Bataillone und 24 Eskadrone insgesamt. Jourdan gab nach den Friedberger Tagen seine Truppenstärke mit 4600 Mann Infanterie an. Die drei Kolonnen hatten Anfang Juli die Lahn bei Limburg an der Lahn, Leunen (heute Leun) und Gießen überschritten und hatten als nächstes Ziel die Reichsstadt Friedberg und dem sicheren Biwakplatz in der großen Reichsburg und die Überlandstraßen, die sich dort kreuzten – und natürlich die reichlich fourage für Ross und Reiter verheißenden Bauerndörfer der fruchtbaren Wetterau.

## Die Gefechte
Die folgende Beschreibung folgt vorwiegend Angaben des Reichsfeldmarschalls Erzherzog Karl von Österreich-Teschen und des oberkommandierenden Generals Jean-Baptiste Jourdan. Beide Schriften, vor mehr als 200 Jahren verfasst, haben – hier korrigiert, oft Ortsnamen in früherer Schreibweise. Dazu macht es die antiquierte Erzählweise oft schwer, der Chronologie der Kriegshandlungen zu folgen.
Am 9. Juli traf nahe Butzbach die Avantgarde der Division Colaud unter dem Kommando des Generaladjutanten Ney auf Truppen des Corps Werneck, die seit dem 7. Juli nahe Nauheim lagerten. In heftigen Straßenkämpfen mit der österreichischen Nachhut unter Feldzeugmeister Kray bis in die Nacht behaupteten sich am Ende die Franzosen, nachdem weitere Teile der Division Colaud in die Kämpfe eingegriffen hatten. Ney, der für seine furchtlosen, erfolgreichen Attacken in diesen Tagen zum Brigadegeneral befördert wurde, bezifferte die Verluste beider Seiten mit 200 bis 300 Gefallenen.
Inzwischen erkannte General Kléber, dass die Kaiserlichen sich nicht mehr in Richtung Main bewegten, sondern um Friedberg Stellungen bezogen hatten. Er änderte sein bisheriges taktieren und ordnete einen Angriff auf Wartensleben an, ohne das mögliche Eingreifen der Division Grenier und der Reiterreserve abzuwarten. Die hatten bei Homburg (heute Bad Homburg), westlich von Friedberg am Tag zuvor die kaiserlichen Truppen heftig attackiert und wären in der Position, Wartensteins Weg zum Main abzuschneiden, was zu seiner völligen Niederlage geführt hätte. Kléber handelte ohne Abstimmung mit Jourdan, dessen ursprünglicher Plan, für die Truppen Klébers, nur die Verfolgung und Störung des kaiserlichen Rückzugs gewesen war. Möglicherweise erwartete er, Jourdans strategischer Reputation vertrauend, dass dieser Wartensteins freien Rückzugsweg zum Main erkennen und sogleich abschneiden würde.
Auf der Gegenseite ließ Feldzeugmeister Graf Wartensleben, einer Empfehlung seines bei Pforzheim stehenden Oberbefehlshaber blindlings folgend „...die Gegend von Friedberg nicht zu verlassen, ohne das Schicksal der Waffen versucht zu haben.“ und obwohl seine Infanterie zahlenmäßig unterlegen, seine zwei Corps in offenem Gelände Front gegen die Franzosen machen.
So schlugen sich „unnötig“ an einem Sonntag im Juli 1796 Franzosen und Truppen verschiedener reichsdeutscher Fürsten des deutschen Reichs. „Unnötig“ für die Franzosen, weil ihre Front-Aufstellung für eine Zangenbewegung den Kaiserlichen die Rückwärtsbewegung zur großen Straße Frankfurt – Würzburg, zu einer Vereinigung mit Erzherzog Karl und der Oberrhein-Armee, möglich machte. „Unnötig“ für Wartensleben, der den Strategiewechsel vom Rückzug zu Stillstand und Widerstand nicht allen seinen Truppenteilen rechtzeitig kommuniziert hatte und der mit unterlegener Mannschaftsstärke die vordringenden Franzosen vorhersehbar nicht hätte aufhalten können. Weil Wartensberg direkt vor Ort die Lage besser beurteilen konnte, als sein bei Pforzheim stehender Oberkommandierender, hätte er sich nicht auf eine Schlacht einlassen dürfen.
Wartensteins Truppen hatten in einem Bogen westlich von Friedberg, genannt die Orte Willstadt (heute Wöllstadt) bis Rosbach gelagert. Die Franzosen (Divisionen Colaud und Bonnard) standen in den am Vortag eroberten Dörfern nordöstlich von Nauheim, am östlichen Hang des zur Wetterau hin abfallenden Taunus. Die Division Lefebvre war noch im Anmarsch aus nördlicher Richtung. Am Mittag des 10. Julis begann Wartensleben gegen die Franzosen vorzugehen. Er traf dabei auf Krays Truppen, die der bisherigen Rückzugsstrategie folgend, sich von den Truppen Klébers gelöst hatten. Wartenstein befahl ihnen, Ockstadt und Obermörlen wieder einzunehmen. Auch die kurz zuvor von den Franzosen handstreichartig eroberte Burg und Stadt Friedberg wurde zurückgewonnen. Für diese Erfolge müssen auf französischer Seite fehlende Munition und die aus Richtung Gießen nachrückende Division Lefebvre, die Wartensteins rechte Flanke angreifen sollte. Erst wenn Lefebvres Artillerie zu hören sei, sollten Colaud und Bonnard auf Wartenstein losschlagen. Dieser hatte die Zeit genutzt und soll seine Truppen wohl in klassischer Schlachtordnung westlich vor Friedbergs Stadtmauern, nahe der Friedberger Warte (an anderer Stelle auch Mainzer Warte) formiert haben. Seine Arrièregarde (Nachhut) unter Feldzeugmeister Kray hielt die Ortschaften am nördlichen und östlichen Rand Friedbergs. Er wurde als erster nach heftigem Artilleriebeschuss von Lefebvre überrannt.
Mit dem Eingreifen von Lefebvres Division müssen die bis dahin unentschiedenen Einzelaktionen und Artillerieduelle zu einem „blutigem Treffen“ geworden sein, zumal dann die beiden anderen Divisionen Colaud und Bonnard die linke Seite Wartensteins erfolgreich attackieren konnten. Ein Zeitzeuge berichtete, „...dass man sich keine Vorstellung von allen Greueln und Verwüstungen mache, die vor den Toren von Friedberg und auf den Wegen herrsche, Unmengen Leichen liegen dort.“ Wartenstein, „nahe daran auf allen Seiten geworfen zu werden“ und von der Hauptstraße nach Frankfurt abgeschnitten zu werden, setzte sich und seine Truppen in der Nacht in Richtung Bergen ab, verfolgt von französischer Kavallerie; die Franzosen hatten die Kämpfe für sich entschieden.

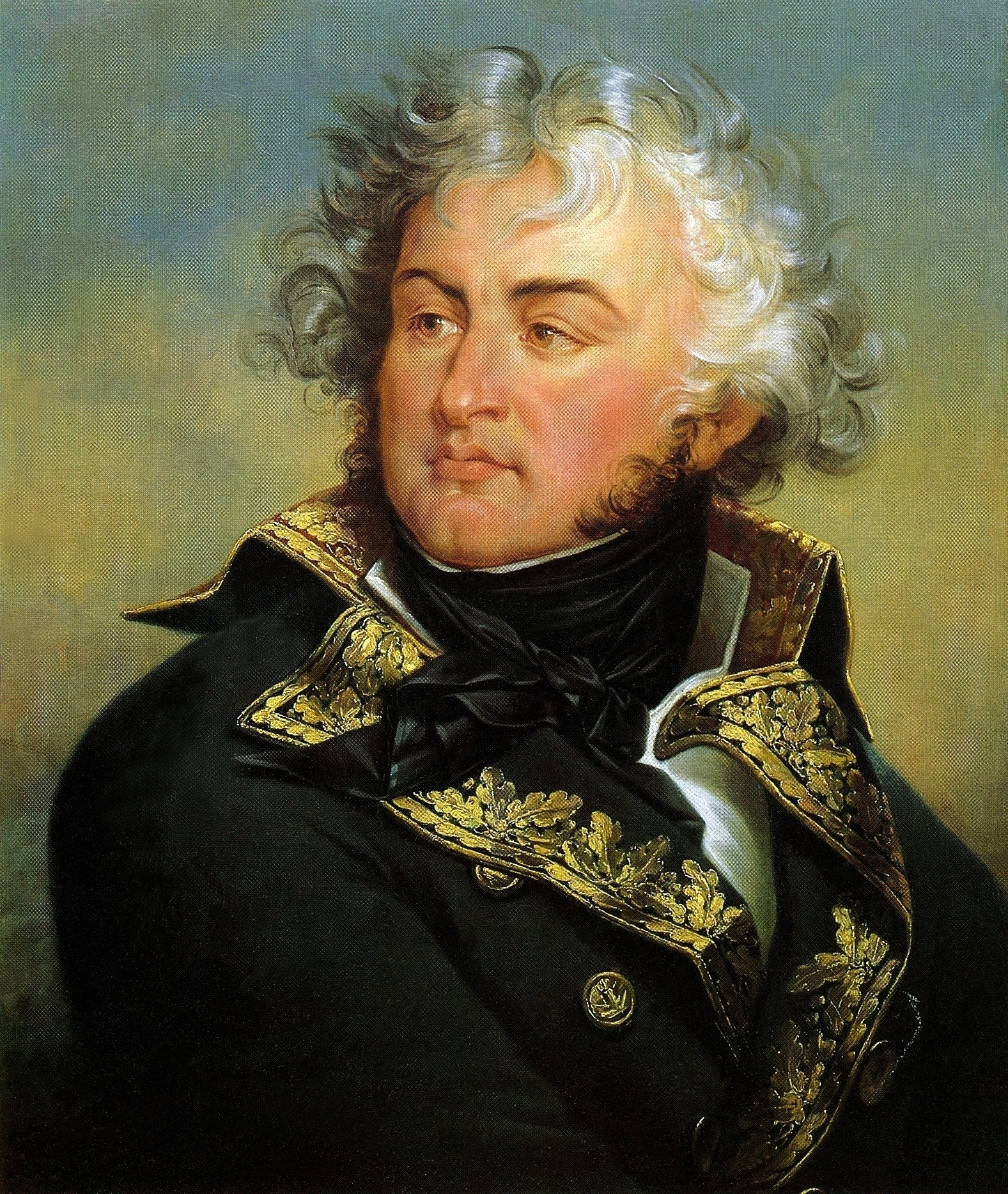
General Kléber (1753–1800) Porträt von Adèle de Kercado (1830)
Ockstadt von Friedberg aus gesehen. Mögliches Schlachtfeld im Juli 1796
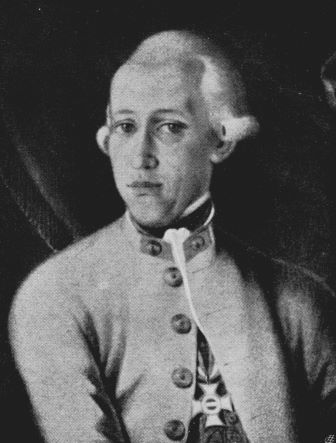
Feldzeugmeister Graf Wartensleben (1734–1798). Künstler unbekannt
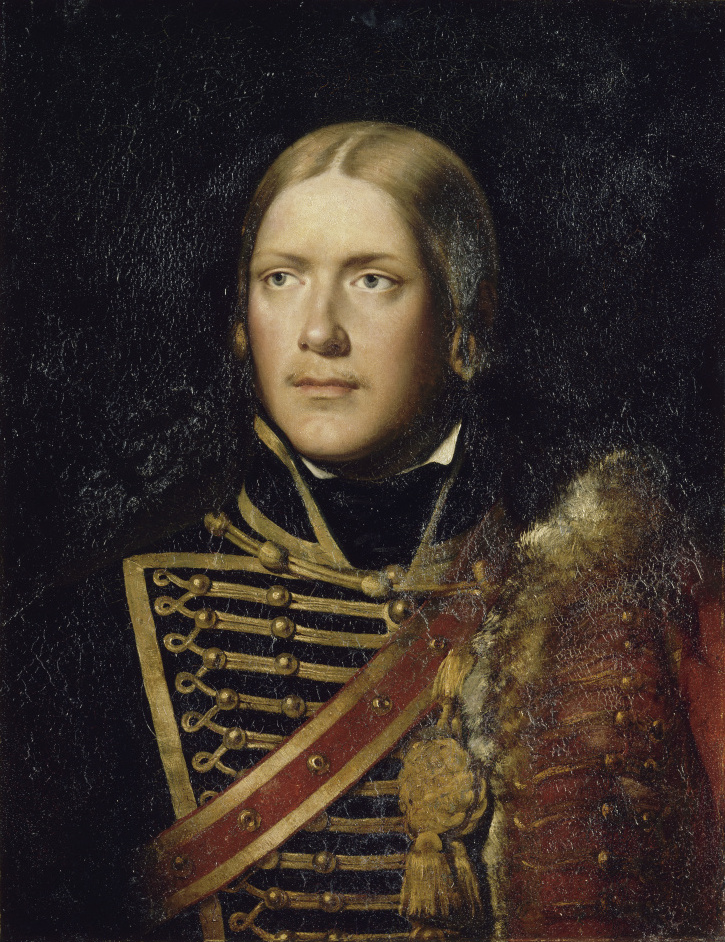
Michel Ney (1769–1815) in der Uniform eines Leutnants der Husaren 1792. Porträt von 1834, Künstler unbekannt

## Folgen
Eine Angabe zur Anzahl der tatsächlich in Kämpfe verwickelte Soldaten ist, auch auf Grund unterschiedlicher Zählweisen und Aufzählung nach Bataillonen und Eskadronen, nicht möglich. Die meisten Gefechte dürften auf französischer Seite die Avantgarden und bei den Kaiserlichen die Nachtrabs (oder „arrière-gardes“) gekämpft haben. Die Verluste auf französischer Seite wurden mit 400 bis 500 Mann und einem Offizier angegeben. Die Kaiserlichen verloren 1200 Mann, darunter acht Offiziere und 500 Gefangene. Auch drei Kanonen und eine Fahne erbeuteten die Franzosen. „...Wenn aber das Blut unnötig vergossen wird, so liegt aber die Schuld auf jenem, durch dessen falsche Berechnung es floss.“ Damit schließt Erzherzog Karl seine Beschreibung der Kämpfe rund um Friedberg und wirft dem dort dafür verantwortlichen Truppenführer Wartensleben strategisches und taktisches Versagen vor. Auch Jourdan musste sich Verzettelung seiner Kräfte und unentschlossenes, zögerliches agieren vorwerfen lassen. Offenbar war das Pariser Direktorium höchst unzufrieden mit dem bisherigen Ablauf der Kampagne und den Querelen innerhalb des Generalstabs. Ein Zehn-Punkte-Memorandum, mit strikten Vorgaben, verfasst von Direktionsmitglied Carnot, schrieb Jourdan genauestens vor, wie er den Feldzug zum Erfolg zu führen habe.
Große Verluste musste die Bevölkerung der Wetterau während und nach den Kämpfen erleiden. Selten in der Militärliteratur sind die Schäden aufgezählt, in Gemeindearchiven, Orts- und Familienchroniken ist zu finden, wie die Soldaten nach den Kämpfen sich an der Bevölkerung und ihrem Besitz schadlos hielten. Mit Gewalt und Misshandlungen wurden Geld und Schmuck erpresst, Fleisch, Brot und Wein gefordert, alle Arten Wertsachen, Hausrat und Kleidung geraubt. 1815 wurde Friedberg aus den Kriegsschuldzahlungen Frankreichs entschädigt. Nach zwei Ruhetagen zogen Kléber und das Gros seiner Divisionen weiter zur Besetzung von Frankfurt am Main und Verfolgung Wartenbergs.